# Оцеола (роман)
Вижте пояснителната страница за други значения на Оцеола.
Оцеола (на английски: Osceola the Seminole, or The Red Fawn of the Flower Land) е роман на писателя Майн Рид, издаден през 1859 година.

## Сюжет
Внимание:  Текстът по-долу разкрива сюжета на произведението (или части от него)!
Действието в романа „Оцеола“ се развива в американския щат Флорида в началото на 1830-те години, преди и по време на т.нар. Втора семинолска война. Главният герой Джордж Рандолф е син на обеднял плантатор, преселил се от Вирджиния във Флорида. Сред останалите герои са мулатът Жълтия Джейк и негърът Черния Джейк, роби в плантацията. Мулатът е злобен, жесток и отмъстителен, докато Черният Джейк има добро сърце и е привързан към семейство Рандолф. Между негъра и мулата съществува съперничество за любовта на квартеронката Виола, също робиня. Веднъж мулатът я причаква на една горска пътека, и от насилие успява да я отърве сестрата на Джордж – Вирджиния Рандолф. Жълтият Джейк е наказан, озлобен той удушава любимото сърне на Вирджиния, и отново е наказан. Тогава той подмамва един алигатор в басейна, където обикновено се къпе Вирджиния. От сигурна смърт я спасява млад индианец на име Пауел, син на испанец и индианка от племето семиноли.
Мулатът е обвинен и осъден на смърт – да бъде изгорен жив. В подготовката на екзекуцията дейно участие вземат собствениците на съседната плантация – баща и син Рингоулд. Младият Аренс Рингоулд таи неприкрити надежди един ден да се ожени за Вирджиния. Пауел и Аренс Рингоулд си разменят обиди, и в резултат на настъпилата между тях свада, Жълтият Джейк успява да избяга. След него се впускат преследвачи, и пред очите им мулатът е нападнат и завлечен под водата от голям алигатор, а след малко на повърхността се образува кърваво петно. Всички решават, че беглецът е загинал. През това време Аренс Рингоулд, с помощта на приятелите си Нед Спенс и Бил Уилямс, хващат и решават да накажат гордия Пауел. От унижението и бичуването го спасява Джордж Рандолф. Така между главния герой и младия индианец се заражда силно приятелство, към което се присъединяват и Вирджиния и сестрата на Пауел – Маюми. Дружбата им не продължава дълго; скоро за нея узнават родителите на Джордж и правят всички възможно за да ги разделят: Вирджиния е изпратена в пансион, а Джордж Рандолф е записан във военното училище Уест Пойнт.
Когато след няколко години Джордж завършва училището и се връща във Флорида, там назрява война със семинолите, за чиито земи претендират белите заселници. Да бъдат изгонени индианците направо е невъзможно, доколкото между страните има подписан договор. Ето защо във Флорида пристига правителствен пълномощник, който преговаря със семинолите да подпишат нов договор, с който да продадат своята земя във Флорида и да се преселят в прериите на запад. Сред вождовете на семинолите няма единство по въпроса за преселването: някои са готови да се съгласят с условията на белите, други предпочитат да воюват, но да запазят своите земи. В числото на последните е и прославилият се със своята смелост млад вожд, наречен Оцеола. Джордж Рандолф заминава за форт Кинг, където се намира пълномощникът по индианските въпроси и главният щаб на американската армия под командването на генерал Клинч, към който е прикрепен и главният герой. От разговор с Черния Джейк, той узнава, че Рингоулдови с измама са отнели имението на семейство Пауел, и то е заминало оттам. Това го огорчава, тъй като той от години е влюбен в Маюми. По пътя за форта някой стреля по Джордж, и Черният Джейк твърди, че това е бил Жълтия Джейк. На следващия ден във форт Кинг се провежда съвет на вождовете, на който правителственият пълномощник Уайли Томпсън ги призовава да подпишат договор за преселването на семинолите. В най-критичния момент се появява Оцеола, който решава изхода на съвета – под негово влияние главният вожд Онопа отказва да подпише договора. Разгневен, Томпсън се обръща към младия вожд с името Пауел, и едва сега Джордж разпознава своя приятел от младежките си години. Семинолите заявяват, че са готови да се защитават. Тогава пълномощникът им предлага да проведат последно обсъждане и да се съберат отново на другия ден. По-късно същата вечер Джордж е изпратен в гората, за среща с вождовете изменници, от които да получи важна информация. Внезапно се появява познатата му от детството безумна индианка Хай-Юа и го предупреждава за грозящите го опасности. Джордж наистина става свидетел на заговор: неговият стар неприятел Аренс Рингоулд замисля неговото убийство, за да се ожени за сестра му Вирджиния и да завладее плантацията. Убийството трябва да извърши Жълтият Джейк, който до този момент Джордж е смятал за мъртъв. На следващия ден при форт Кинг се провежда нова среща на правителствения пълномощник с вождовете на семинолите, по време на която Оцеола е арестуван, а Хай-Юа определя на Джордж среща в гората.
Джордж иска да уреди сметките си с Рингоулд. Неговият приятел капитан Галахър му дава съвет да даде на Рингоулд повод да го извика на дуел. Такъв бързо се намира: Аренс Рингоулд се хвали с любовните завоевания на своя приятел Скот, адютант на главнокомандващия, като според него Скот е направил Маюми своя любовница. Джордж удря шамар на Рингоулд, след което го ранява в последвалия дуел. Отивайки вечерта в гората, Джордж става свидетел на срещата на Маюми със Скот. Момичето моли Скот да помогне за освобождаването на брат ѝ, а той ѝ отправя срамно предложение да стане негова любовница. Отказът ѝ го прави агресивен, тогава на помощ се спуска Джордж и спасява момичето. Най-накрая те са споходени от щастие – двамата разкриват сърцата си и разменят любовни клетви.
Същата вечер Джордж посещава Оцеола в затвора и го съветва да подпише договора, тъй като това с нищо не го задължава, тъй като съгласно клаузите на договора съгласие за преселването трябва да бъде дадено от мнозинството вождове, а такова няма. Оцеола подписва и е освободен. Междувременно започва мобилизация на доброволци в американската армия. Джордж Рандолф и капитан Галахър са натоварени със задача да формират такъв отряд и заминават за поселището при Суони. По време на пътуването Джордж разбира, че сестра му тайно се среща с Оцеола. Той е огорчен, тъй като това може да навреди на репутацията ѝ, но Вирджиния отказва да даде обяснение на брат си. Но постепенно започва да му се струва, че сестра му харесва капитан Галахър, и той също ѝ отвръща с взаимност. Случайно Джордж узнава, че сестра му често е посещавана от Аренс Рингоулд. той се опасява, че тя може да се омъжи за него. Но, случайно ставайки свидетел на една тяхна среща, той разбира, че всъщност Вирджиния се опитва да получи като дар имението на семейство Пауел. Впоследствие Вирджиния дава обещание на брат си, че няма да има с Рингоулд нищо общо.
Джордж е извикан спешно във форт Кинг. Пътувайки през нощта през гората, е пленен от семинолите и става свидетел на отмъщението на Оцеола, който убива Оматла – вожд изменник, подписал договора за преселването. Джордж е освободен. Впоследствие индианците убиват и правителствения пълномощник Томпсън. Започва истинска война, в която семинолите постигат победа след победа (разгром на отряда на майор Дейд, битката при Ойтлакучи). Главнокомандващите американската армия се сменят един след друг, но нито един не може да нанесе на семинолите по-сериозно поражение. Като по чудо Джордж Рандолф остава жив по време на боевете, в които взема участие. След двумесечно отсъствие той се завръща у дома, измъчван от тежки предчувствия. Когато пристига в плантацията, господарският дом гори, майка му и чичо му са убити, а Вирджиния е отвлечена. Според очевидците, това е работа на индианците, но впоследствие се изяснява, че зад нападението на плантацията стоят Жълтия Джейк и Аренс Рингоулд, всеки от които е движен от свои подбуди и интереси – единият да си отмъсти, другият – като се представи за герой и спасител, да се ожени за Вирджиния. В последвалото преследване Джордж Рандолф е пленен и подложен на мъчения. На помощ пристига Оцеола и братът и сестрата са освободени. Благодарната Вирджиния връчва на Оцеола документ за собственост на имението Пауел, а Джордж обещава на Оцеола да се грижи за сестра му Маюми. Оцеола е тежко болен, той е успял да отмъсти на всички и е загубил интерес към живота. Той е пленен и след няколко седмици умира в затвора от неизлечимата болест. При ареста на Оцеола, от ухапване на гърмяща змия, която носи Хай-Юа, загива Жълтия Джейк.
На финала героите постигат своето щастие – Вирджиния се омъжва за капитан Галахър, Джордж Рандолф се оженва за Маюми, а Черния Джейк за Виола.

## Издания на български език
- „Оцеола: Вождът на семинолите“, София, изд. „Ив. Коюмджиев“, 1946 г.[1]
- „Оцеола“, София, изд. „Народна младеж“, библиотека „Приключения и научна фантастика“ № 48, 1959 г., 420 с.[2]
- „Оцеола“, София, изд. „Народна младеж“, библиотека „Приключения и научна фантастика“ № 73, 1963 г., 432 с.[3]
- „Оцеола“, София, изд. „Народна младеж“, библиотека „Приключения и научна фантастика“ № 73, ІІ изд., 1969 г., 432 с.[4]
- „Оцеола“, София, изд. „Отечество“, 1978 г., 336 с.[5]
- „Оцеола“, София, изд. „Отечество“, „Майн Рид: Избрани произведения в 6 тома“, том 5, 1981 г., 368 с.[6]
- „Белият вожд. Оцеола“, София, изд. „Народна младеж“, 1986 г., 660 с.[7]
- „Оцеола“, Пловдив, изд. Хермес, библиотека „Приключенска класика“, 1998 г., 336 с.
- „Оцеола“, София, изд."Труд", библиотека „Златни детски книги“ № 69, 2013 г., 504 с.

## Екранизации
- Оцеола – филм на ГДР от 1971 г., с участието на Гойко Митич